# John Edmonstone
Pour les articles homonymes, voir Edmonstone.
John Edmonstone est un esclave noir célèbre, présent dans la liste des 100 grands Britanniques noirs compilée par Patrick Vernon.

## Biographie

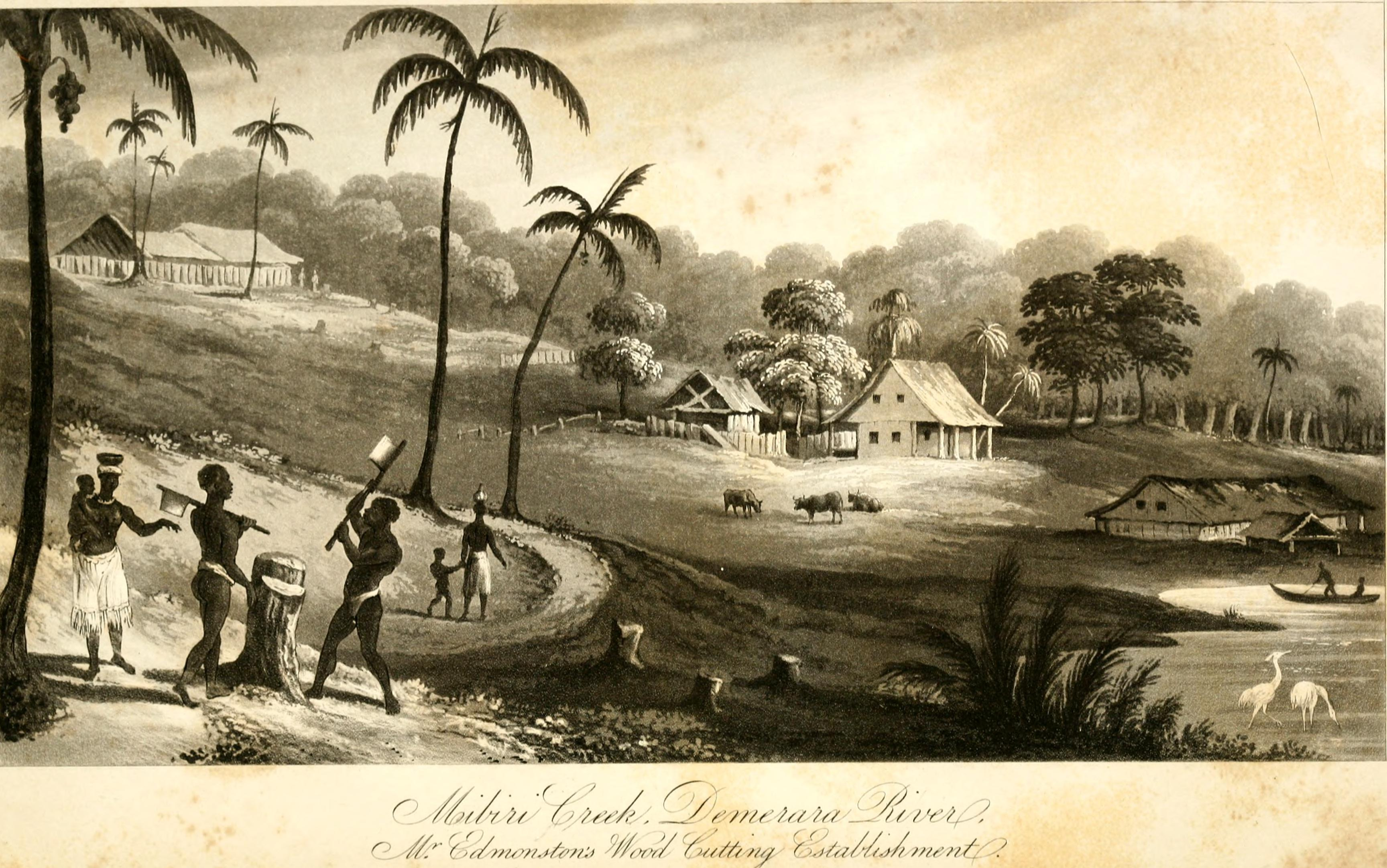
La plantation esclavagiste de Charles Edmonstone à Démérara en 1834.

John Edmonstone est né en Guyane britannique, probablement à Demerara. Son maître, Charles Edmonstone (né en 1793, Cardross Park, Dunbarton, Écosse - décédé en 1822, Démérara, Guyane britannique) avait une plantation en Guyane britannique et le ramena avec lui à Glasgow où il possédait le Cardross Park au nord de la ville.
Un ami de C. Edmonstone, Charles Waterton, possédait également des terres en Guyane et était un naturaliste qui ramenait des spécimens avec lui. C'est lui qui apprit au jeune esclave, John, la taxidermie.
Une fois libre, il pratiqua son art d'abord à Glasgow puis, parti s'installer au 37 Lothian Street à Édimbourg, il enseigna son art aux étudiants de l'université de la ville.

### John Edmonstone et Charles Darwin
C'est à l'Université d'Édimbourg que Edmonstone enseigna la taxidermie au jeune Charles Darwin alors qu'il avait 16 ans et commençait à se lasser de l'apprentissage de la médecine. Darwin a décrit Edmonstone comme quelqu'un de « très plaisant et intelligent ». 
John Edmonstone fit à Darwin des descriptions détaillées des forêts tropicales d'Amérique du Sud, ce qui l'aurait encouragé à les explorer lorsque, plus tard, l'occasion s'en présenta. Edmonstone raconta également à son élève des détails de sa vie et de son passé d'esclave. Toute sa vie Darwin détestera l'esclavagisme.
Au cours de ses explorations à bord du « Beagle », Darwin profita largement des connaissances taxidermiques transmises par Edmonstone.

## Sources
- (en) Cet article est partiellement ou en totalité issu de l’article de Wikipédia en anglais intitulé « John Edmonstone » (voir la liste des auteurs).